# تاكاشي شيميزو
تاكاشي شيميزو (باليابانية: 清水誉؛ بالكانا: しみず たかし) هو لاعب كرة قاعدة ياباني، ولد في 23 أبريل 1984 في ميكي في اليابان.

## وصلات خارجية
- تاكاشي شيميزو على موقع الدوري الياباني لكرة القاعدة (الإنجليزية)
- تاكاشي شيميزو على موقعبيزبول رفرنس.كوم (الدوري الثانوي) (الإنجليزية)